# Jeppang-wang Kim Tak-gu
Jeppang-wang Kim Tak-gu (hangŭl: 제빵왕 김탁구, lett. Il re della panificazione, Kim Tak-gu; titolo internazionale King of Baking, Kim Tak-gu, conosciuta anche come Bread, Love and Dreams) è una serie televisiva sudcoreana trasmessa dal 9 giugno al 16 settembre 2010 su KBS2.

## Trama
Kim Tak-gu è il figlio maggiore di Gu Il-jong, presidente della Geosung Foods Enterprise, e di Kim Misun, la sua amante. La moglie di Il-jong, In-suk, è furiosa ed evita Tak-gu. Quando sua madre viene rapita, Tak-gu scappa di casa e passa i dodici anni seguenti a cercarla. Durante il suo viaggio, si iscrive ad una scuola di panetteria, di proprietà di Pal Bong, una leggenda che un tempo insegnò a suo padre. Alla scuola, Tak-gu incontra due persone: Jo Jin-gu, il rapitore di sua madre, che gli racconta che la donna è accidentalmente caduta da una scarpata, e il suo fratellastro Ma-jun, deciso ad imparare l'arte di fare il pane per conquistare l'approvazione del padre e rilevare l'attività di famiglia. Il-jong, però, ha intenzione di lasciare in eredità la società a Tak-gu e, trovatolo alla panetteria, si infuria con Ma-jun per non avergli detto che era lì. Sentendosi rifiutato, Ma-jun, che odia il fratello maggiore sin da quando erano piccoli, decide di rubargli la sua amica d'infanzia Shin Yoo-kyung, mettendo in imbarazzo la famiglia con i suoi tentativi. Intanto, Tak-gu scopre che sua madre è ancora viva e lo sta cercando.

## Personaggi e interpreti

### Personaggi principali
- Kim Tak-gu, interpretato da Yoon Shi-yoon e Oh Jae-moo (da giovane)
- Shin Yoo-kyung, interpretata da Eugene e Jo Jung-eun (da giovane)
- Gu Ma-jun, interpretato da Joo Won e Shin Dong-woo (da giovane)
- Yang Mi-sun, interpretata da Lee Young-ah

### Personaggi secondari

#### La famiglia Gu
- Gu Il-jong, interpretato da Jun Kwang-ryul
- Seo In-suk, interpretata da Jeon In-hwa
- Gu Ja-kyung, interpretata da Choi Ja-hye, Ha Seung-ri e Kang Ye-seo (da giovane)
- Gu Ja-rim, interpretata da Choi Yoon-young e Kim So-hyun (da giovane)

#### La familiglia Yang
- Pal Bong, interpretato da Jang Hang-sun (il nonno di Mi-sun)
- Yang In-mok, interpretato da Park Sang-myun (il padre di Mi-sun)
- Oh Young-ja, interpretata da Hwang Mi-sun (la madre di Misun)

### Altri personaggi
- Han Seung-jae, interpretato da Jung Sung-mo
- Jo Jin-gu, interpretato da Park Sung-woong
- Heo Gap-soo, interpretato da Lee Han-wie
- Kim Mi-sun, interpretata da Jeon Mi-seon
- Signora Hong, interpretata da Jung Hye-sun
- Shin Bae, interpretato da Kwon Yong-woon (il padre di Yoo-kyung)
- Go Jae-bok, interpretato da Park Yong-jin
- Kang Chul-sung

## Ascolti
| Episodio | Data prima TV     | Audience media      | Audience media             | Audience media      | Audience media             |
| Episodio | Data prima TV     | Dati TNmS           | Dati TNmS                  | AGB Nielsen         | AGB Nielsen                |
| Episodio | Data prima TV     | A livello nazionale | Area metropolitana di Seul | A livello nazionale | Area metropolitana di Seul |
| -------- | ----------------- | ------------------- | -------------------------- | ------------------- | -------------------------- |
| 1        | 9 giugno 2010     | 15,7%               | 16,3%                      | 14,2%               | 13,8%                      |
| 2        | 10 giugno 2010    | 16,9%               | 18,4%                      | 14,4%               | 14,5%                      |
| 3        | 16 giugno 2010    | 28,5%               | 29,1%                      | 26,4%               | 28,3%                      |
| 4        | 17 giugno 2010    | 25,3%               | 26,4%                      | 24,2%               | 26,3%                      |
| 5        | 23 giugno 2010    | 28,5%               | 28,6%                      | 27,1%               | 28,4%                      |
| 6        | 24 giugno 2010    | 32,2%               | 32,5%                      | 31,1%               | 31,8%                      |
| 7        | 30 giugno 2010    | 33,4%               | 33,6%                      | 31,0%               | 32,2%                      |
| 8        | 1º luglio 2010    | 35,8%               | 35,9%                      | 31,6%               | 30,8%                      |
| 9        | 7 luglio 2010     | 38,1%               | 38,6%                      | 33,4%               | 34,7%                      |
| 10       | 8 luglio 2010     | 34,5%               | 34,9%                      | 33,0%               | 33,8%                      |
| 11       | 14 luglio 2010    | 35,9%               | 35,2%                      | 34,1%               | 34,0%                      |
| 12       | 15 luglio 2010    | 36,9%               | 36,1%                      | 35,3%               | 35,2%                      |
| 13       | 21 luglio 2010    | 38,5%               | 37,7%                      | 37,3%               | 37,0%                      |
| 14       | 22 luglio 2010    | 38,4%               | 36,5%                      | 37,9%               | 38,2%                      |
| 15       | 28 luglio 2010    | 39,7%               | 39,2%                      | 36,6%               | 35,7%                      |
| 16       | 29 luglio 2010    | 39,9%               | 38,6%                      | 37,9%               | 38,1%                      |
| 17       | 4 agosto 2010     | 42,5%               | 42,3%                      | 39,5%               | 39,8%                      |
| 18       | 5 agosto 2010     | 44,4%               | 44,0%                      | 40,5%               | 40,2%                      |
| 19       | 11 agosto 2010    | 44,9%               | 44,0%                      | 42,3%               | 42,4%                      |
| 20       | 12 agosto 2010    | 44,6%               | 43,8%                      | 42,6%               | 43,9%                      |
| 21       | 18 agosto 2010    | 44,0%               | 42,6%                      | 41,9%               | 42,4%                      |
| 22       | 19 agosto 2010    | 43,7%               | 42,9%                      | 42,3%               | 41,9%                      |
| 23       | 25 agosto 2010    | 44,1%               | 44,1%                      | 43,6%               | 44,6%                      |
| 24       | 26 agosto 2010    | 44,7%               | 44,2%                      | 41,9%               | 41,9%                      |
| 25       | 1º settembre 2010 | 45,8%               | 44,9%                      | 44,0%               | 44,4%                      |
| 26       | 2 settembre 2010  | 48,4%               | 47,2%                      | 45,0%               | 46,1%                      |
| 27       | 8 settembre 2010  | 47,5%               | 47,0%                      | 43,3%               | 43,2%                      |
| 28       | 9 settembre 2010  | 48,2%               | 46,4%                      | 44,7%               | 44,5%                      |
| 29       | 15 settembre 2010 | 46,5%               | 45,5%                      | 45,3%               | 44,2%                      |
| 30       | 16 settembre 2010 | 50,8%               | 49,7%                      | 49,3%               | 48,3%                      |
| Media    | Media             | 38,6%               | 32,2%                      | 36,4%               | 36,7%                      |

## Colonna sonora
1. At The End of The Day (하루의 끄테) – V.O.S
2. Love You to Death (죽또록 사랑해) – KCM feat. Soul Drive
3. That Person (그 사람) – Lee Seung-chul
4. Only One (단 한사람) – Bada
5. Hope is a Dream That Doesn't Sleep (히망은 잠들찌 안는 꿈) – Kyuhyun (Super Junior)
6. For Me (나를 위해) – Michelle Yoo-jin
7. Only You (너 하나만) – Yoon Shi-yoon
8. It Was Love (사랑이야) – Lee Young-ah
9. My Love (내사랑) – Joo Won
10. Now Go and See (지금 만나러 간다) – Code V

## Riconoscimenti
- 2010 - 3rd Korean Drama Awards: Miglior nuovo attore a Yoon Shi-yoon
- 2010 - 3rd Korean Drama Awards: Miglior regista televisivo a Lee Jung-sub
- 2010 - 3rd Korean Drama Awards: Miglior sceneggiatore a Kang Eun-kyung
- 2010 - 18th Korean Culture and Entertainment Awards: Premio popolarità, attore a Yoon Shi-yoon
- 2010 - KBS Drama Awards: Massimo riconoscimento di eccellenza, attrice in una miniserie a Jeon In-hwa
- 2010 - KBS Drama Awards: Premio eccellenza, attore in una miniserie a Yoon Shi-yoon
- 2010 - KBS Drama Awards: Premio eccellenza, attrice in una miniserie a Eugene
- 2010 - KBS Drama Awards: Miglior sceneggiatore a Kang Eun-kyung
- 2010 - KBS Drama Awards: Miglior giovane attore a Oh Jae-mo
- 2010 - KBS Drama Awards: Miglior coppia a Yoon Shi-yoon e Lee Young-ah
- 2011 - 47th Baeksang Arts Awards: Miglior regista televisivo a Lee Jung-sub

## Distribuzioni internazionali
| Paese     | Canale/i                | Prima TV                 | Titolo adottato                              |
| --------- | ----------------------- | ------------------------ | -------------------------------------------- |
| Hong Kong | Drama 2                 | 7 marzo-15 aprile 2011   | 麵包王金卓求                                 |
| Taiwan    | GTV                     | 25 maggio-27 luglio 2011 | 麵包王金卓求                                 |
| Giappone  | Fuji Television         | 14 luglio-24 agosto 2011 | 製パン王 キム・タック (Seipan o Kimu Takku?) |
| Cina      | Anhui Television        | 28 luglio-18 agosto 2012 | 麵包王金卓求                                 |
| Indonesia | Indosiar                | 2012                     |                                              |
| Filippine | GMA Network             | 3 gennaio-29 aprile 2011 | The Baker King                               |
| Perù      | Panamericana Televisión | 2012                     | Pan, amor y sueños                           |
| Ecuador   | Ecuavisa                | 2012                     | Pan, amor y sueños                           |
| Colombia  | RCN Televisión          | 2013                     | Pan, amor y sueños                           |
| Panama    | SERTV Canal 11          | 2013                     | Pan, amor y sueños                           |
| Venezuela | Televen                 | 2013                     | Pan, amor y sueños                           |